# RBX1
RBX1 (англ. Ring-box 1) – білок, який кодується однойменним геном, розташованим у людей на короткому плечі 22-ї хромосоми. Довжина поліпептидного ланцюга білка становить 108 амінокислот, а молекулярна маса — 12 274.
| 10         |  | 20         |  | 30         |  | 40         |  | 50         |
| ---------- |  | ---------- |  | ---------- |  | ---------- |  | ---------- |
| MAAAMDVDTP |  | SGTNSGAGKK |  | RFEVKKWNAV |  | ALWAWDIVVD |  | NCAICRNHIM |
| DLCIECQANQ |  | ASATSEECTV |  | AWGVCNHAFH |  | FHCISRWLKT |  | RQVCPLDNRE |
| WEFQKYGH   |  |            |  |            |  |            |  |            |

A: Аланін

C: Цистеїн

D: Аспарагінова кислота

E: Глутамінова кислота

F: Фенілаланін

G: Гліцин

H: Гістидин

I: Ізолейцин

K: Лізин

L: Лейцин

M: Метіонін

N: Аспарагін

P: Пролін

Q: Глутамін

R: Аргінін

S: Серин

T: Треонін

V: Валін

W: Триптофан

Кодований геном білок за функціями належить до лігаз, фосфопротеїнів. 
Задіяний у таких біологічних процесах, як взаємодія хазяїн-вірус, пошкодження ДНК, репарація ДНК, убіквітинування білків, ацетилювання. 
Білок має сайт для зв'язування з іонами металів, іоном цинку. 
Локалізований у цитоплазмі, ядрі.